# Tchimadem Hadattan Sanady
Tchimadem Hadattan Sanady (née en 1966 à Abardak ; également Tchimadan Hadatan Sanadi, Tchimaden Hadattan Sanady, Tchimaden Hadatan Sanady ) est une fonctionnaire des impôts et femme politique nigérienne.

## Biographie
Abardak, ville natale de Tchimadem Hadattan Sanady, est un petit village au pied des monts Bagzane dans la région d'Agadez. Elle fréquente l'École nationale d'administration (ENA) de Niamey de 1984 à 1987, où elle obtient un diplôme d'auditeur en finances publiques. Elle travaille au ministère de l'Éducation nationale de 1987 à 1990 au sein du service chargé de la gestion du budget alloué au ministère. Elle travaille ensuite à la Direction de la Comptabilité du Ministère des Finances jusqu'en 1992, où elle contrôle ex ante les dépenses de différents ministères et ex post les dépenses de divers organismes spécialisés. Elle rejoint la Direction des Finances de la Région d'Agadez en 1992, où elle est responsable du contrôle des dépenses et de la comptabilité.
Sanady complète une formation complémentaire à l'ENA de Niamey à partir de 1994, où elle obtient un certificat de qualification de haut fonctionnaire des impôts. Elle est chargée de centraliser la comptabilité du ministère des Finances de 1998 à 1999. De 1999 à 2001, elle occupe le poste de chef adjoint du bureau payeur d'Agadez. Elle travaille comme perceptrice des impôts dans le département d'Arlit de 2001 à 2003, où elle est également responsable des paiements du département. De 2004 à 2006, Sanady est directrice adjointe de la division des partenaires commerciaux du département du Trésor, supervisant les opérations financières des autorités locales. De 2006 à 2010, elle travaille comme contrôleur financier des ministères du développement agricole et de l'élevage. Elle est chargée de superviser l'exactitude de toutes les dépenses en attente des deux ministères et elle est membre des services des marchés publics de ces ministères ainsi que des autorités et projets qui leur sont assignés.
Le 1er mars 2010, Tchimadem Hadattan Sanady devient ministre de la Population, de la Promotion de la femme et de la Protection de l'enfance au sein du gouvernement du chef de l'État Salou Djibo, dont elle est membre jusqu'à son remplacement le 21 avril 2011. En tant que ministre, elle signe une déclaration commune de six États africains visant à mettre fin au recrutement et à l'utilisation d'enfants soldats à N'Djaména en 2010. Après avoir quitté le gouvernement, Sanady revient à l'administration des finances. Elle devient présidente de la Cellule nationale de traitement des informations financières (CENTIF) en 2011. Sous sa direction, la CENTIF met en place un groupe de travail pour évaluer le risque de blanchiment d'argent et de financement du terrorisme au Niger en 2016. En 2018, elle devient inspectrice générale principale des finances au Département du Trésor.

## Vie privée
Sanady est mariée et mère de quatre enfants.

## Distinctions
Elle est décorée de la Grand-croix de l'Ordre national du Niger.